# Новай (Мічиган)
Новай (англ. Novi) — місто (англ. city) в США, в окрузі Окленд штату Мічиган. Населення — 66 243 особи (2020).

## Географія
Новай розташований за координатами 42°28′43″ пн. ш. 83°29′13″ зх. д. / 42.47861° пн. ш. 83.48694° зх. д. (42.478494, -83.486825).  За даними Бюро перепису населення США в 2010 році місто мало площу 81,03 км², з яких 78,38 км² — суходіл та 2,65 км² — водойми.

## Демографія
Згідно з переписом 2010 року, у місті мешкали 55 224 особи в 22 258 домогосподарствах у складі 14 599 родин. Густота населення становила 682 особи/км².  Було 24226 помешкань (299/км²).
Расовий склад населення:
| - 73,0 % — білих - 15,9 % — азіатів - 8,1 % — чорних або афроамериканців - 0,2 % — корінних американців |

До двох чи більше рас належало 2,1 %. Частка іспаномовних становила 3,0 % від усіх жителів.
За віковим діапазоном населення розподілялося таким чином: 25,5 % — особи молодші 18 років, 63,2 % — особи у віці 18—64 років, 11,3 % — особи у віці 65 років та старші. Медіана віку мешканця становила 39,1 року. На 100 осіб жіночої статі у місті припадало 93,7 чоловіків;  на 100 жінок у віці від 18 років та старших — 89,5 чоловіків також старших 18 років.
Середній дохід на одне домашнє господарство  становив 110 671 долар США (медіана — 82 587), а середній дохід на одну сім'ю — 137 598 доларів (медіана — 108 982). Медіана доходів становила 84 095 доларів для чоловіків та 56 134 долари для жінок. За межею бідності перебувало 6,5 % осіб, у тому числі 7,6 % дітей у віці до 18 років та 4,9 % осіб у віці 65 років та старших.
Цивільне працевлаштоване населення становило 29 610 осіб. Основні галузі зайнятості: виробництво — 23,9 %, освіта, охорона здоров'я та соціальна допомога — 20,2 %, науковці, спеціалісти, менеджери — 13,8 %, роздрібна торгівля — 9,7 %.